# جان دمستر (بازیکن فوتبال)
جان دمستر (انگلیسی: John Dempster؛ زادهٔ ۱ آوریل ۱۹۸۳) بازیکن فوتبال اهل بریتانیا است.
از باشگاه‌هایی که در آن بازی کرده‌است می‌توان به باشگاه فوتبال منزفیلد تاون، باشگاه فوتبال کراولی تاون، باشگاه فوتبال آکسفورد یونایتد، باشگاه فوتبال کترینگ تاون، و باشگاه فوتبال تاموورث اشاره کرد.
وی همچنین در تیم ملی فوتبال زیر ۲۱ سال اسکاتلند بازی کرده‌است.